# Fabrizia (Kalabrien)

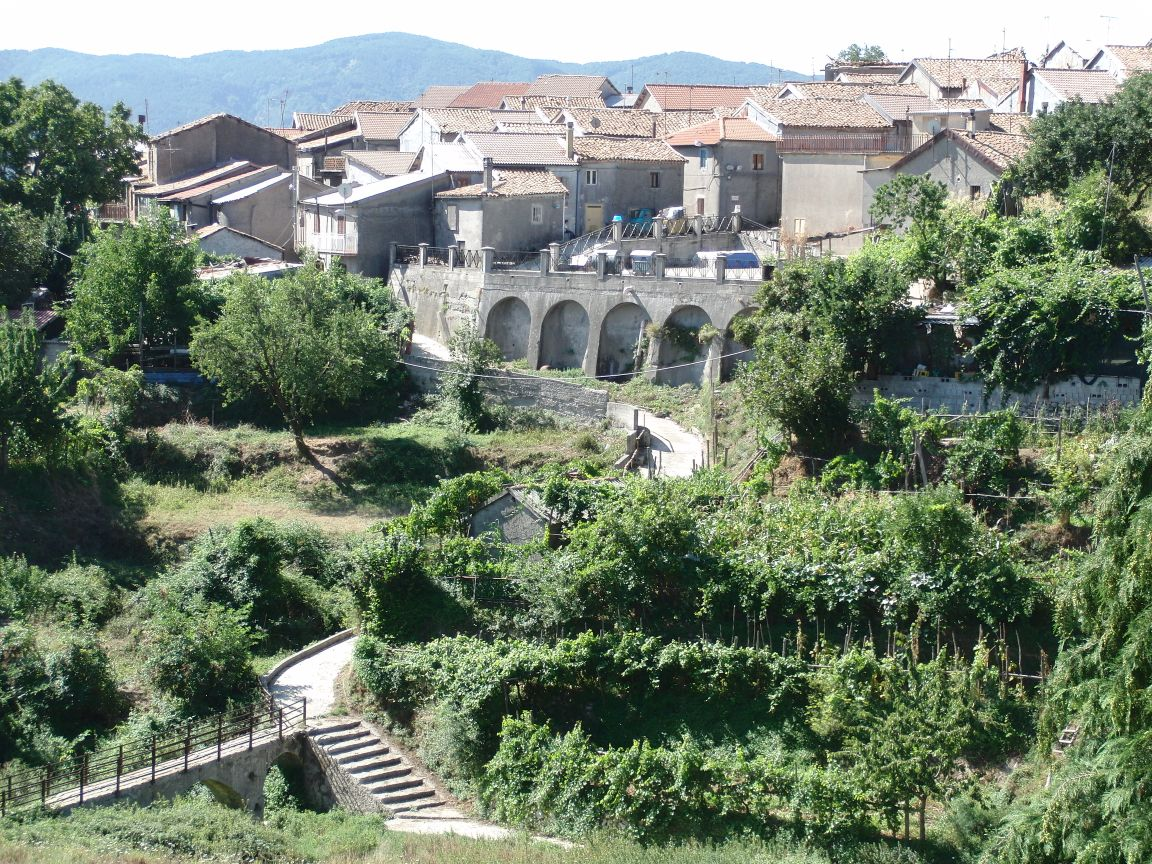
Blick auf Fabrizia

Fabrizia ist eine süditalienische Gemeinde (comune) in der Provinz Vibo Valentia in der Region Kalabrien mit 1931 Einwohnern (Stand: 31. Dezember 2023). Schutzpatron des Ortes ist der hl. Antonius von Padua.

## Lage und Daten
Fabrizia liegt 50 Kilometer südöstlich von Vibo Valentia im Tal des Flusses Allara. Der Ort liegt auf einer Höhe von 947 Metern über dem Meer. Das Gemeindegebiet umfasst eine Fläche von 40 km². Die Nachbargemeinden sind Acquaro, Arena, Galatro (RC), Grotteria (RC), Martone (RC), Mongiana, Nardodipace und San Pietro di Caridà (RC). Die Gemeinde grenzt an die Provinz Reggio Calabria.
Fabrizia ist der einzige Ort der Serre Calabresi mit Blick auf das Ionische Meer.

## Sehenswürdigkeiten
Nach dem Erdbeben 1783 wurde die Pfarrkirche wieder aufgebaut.